# 1973年6月30日日食
1973年6月30日日食是一次日全食，發生於1973年6月30日。新月當天（即朔日），地球上觀測到月球和太阳的角距離極小，此時月球如果恰好在月球交點附近，穿過太阳和地球之間，與地球、太阳接近一直線，則會出現日食。月球本影接觸地表而使該區域完全得不到陽光，就會形成日全食，同時在本影兩側數千公里的半影範圍內遮擋部分陽光，形成日偏食。此次日全食經過了巴西的極小一角、圭亚那、荷屬圭亞那、葡屬維德角、毛里塔尼亚、马里、阿尔及利亚、尼日尔、乍得、中非、蘇丹、乌干达、肯尼亚、索马里和英屬塞舌尔，日偏食則覆蓋了大西洋兩岸至西印度洋之間的區域。此次日全食在地面的最長持續時間是1955年6月20日以來最長的，這一紀錄直到2150年6月25日才會打破。而為了延長日全食觀測時間，美国、英国、法国科學家使用協和式超音速客機從空中觀測，飛機上的全食共持續了74分鐘，創造了人類歷史上單次日全食觀測時間最長的紀錄。

## 日食概況

### 出現區域
巴西與圭亚那交界處在日出時最先看到日全食，然後月球本影向東經過荷屬圭亞那（今蘇利南）沿海，橫跨大西洋、覆蓋葡屬維德角（今佛得角）西北部島嶼後在毛里塔尼亚登上非洲大陸，經過马里和阿尔及利亚後進入尼日尔，在阿加德茲大區奇羅澤林省西北部達到最大食分。此後本影又經過乍得、中非、蘇丹（全食帶在該國覆蓋的區域大部分屬於今南蘇丹）、乌干达、肯尼亚，在索马里沿岸進入印度洋，經過英屬塞舌尔（今塞舌尔）西南部島嶼後在日落時分結束於毛里求斯和查戈斯群島之間的海域。
月球本影經過的陸地包括：
- 巴西：羅賴馬州東北端的極小區域；
- ：庫尤尼-馬扎魯尼區南端、波塔羅-錫帕魯尼區除極北端絕大部分、上塔庫圖-上埃塞奎博北端、上德梅拉拉-伯比斯區除北端外的絕大部分、埃塞奎博群島-西德梅拉拉區極南端面積極小的區域、德梅拉拉-馬海卡區南端、馬海卡-伯比斯區南半部、東伯比斯-科蘭太因北部；
- 荷屬圭亞那：今蘇利南錫帕利維尼區西北部、尼克里區、科羅尼區、帕拉區西北部、薩拉馬卡區、瓦尼卡區、帕拉马里博区、馬羅韋訥區西北部，其中包括首府帕拉马里博（今蘇利南首都），是本次全食帶內唯一首都或首府（全食帶還覆蓋了今南蘇丹首都朱巴，但當時南蘇丹尚未獨立）；
- 葡屬維德角：今佛得角聖安唐島和聖維森特島；
- 毛里塔尼亚：努瓦迪布灣省中南部、因希里省除北側外的大部、阿德拉爾省中南部、塔甘特省北部、東胡德省北部；
- ：通布圖區中部偏北、加奥区西北角面積極小的區域、基達爾區除南北兩側外的大部；
- 阿尔及利亚：阿德拉爾省東南端、塔曼拉塞特省南端；
- 尼日尔：塔瓦大區北端、阿加德茲大區中部偏南、津德爾大區東北部、迪法大區中部偏北，其中最大食分位於阿加德茲大區蒂羅澤里納省西北部；
- ：加奈姆區大部、加扎勒河區大部、巴塔區大部、蓋拉區東北部、瓦迪菲拉區西南角的極小區域、瓦達伊區南半部、西拉區、薩拉馬特區東北部；
- 中非：該國最北省份瓦卡加省的東北部；
- 苏丹民主共和国：今仍屬蘇丹的西达尔富尔州南半部、中达尔富尔州南半部、南达尔富尔州南半部，有爭議的阿卜耶伊地区西南角極小區域，及今屬南蘇丹的西加扎勒河州東北半部、北加扎勒河州除東北角外的絕大部分、瓦拉卜州除東北部外的大部、團結州南部、西赤道州東北部、湖泊州除西南部外的大部、瓊萊州西南部、中赤道州北半部、東赤道州除東北和西南兩側外的大部，其中包括今南蘇丹首都朱巴；
- 乌干达：東部區東北部；
- ：裂谷省的圖爾卡納郡除南北兩側外的大部、西波克特郡北端、桑布盧郡北半部，东部省的馬薩比特郡西南部、梅魯郡東北角、伊希約洛郡除西南側外的大部，滨海省的拉穆郡東北角，东北省的瓦吉爾郡南半部、加里薩郡北部和東部；
- 索馬里民主共和國：下朱巴州中南部；
- 英屬塞舌尔：今塞舌尔阿方斯群島。[3][4]

除了上述狹窄的全食帶內能看到日全食之外，月球半影覆蓋範圍內都能看到日偏食，包括佛罗里达州東部沿海、安的列斯群島東部、南美洲東北部、除南端外的非洲絕大部分、欧洲南部、亚洲西南部。

### 基本參數
由於地球在遠日點附近，月球在近地点附近，且本影接觸地表的位置接近太陽直射點，本次日全食的全食帶較寬，持續時間長，食分大。在全食帶的中心點（與持續時間最大的地點稍有些距離），本影在地面覆蓋了256.5公里，日全食持續了7分3.6秒，是沙羅週期136的3次持續超過7分鐘的日全食中最後一次，儘管在一個沙羅周期之前的1955年6月20日發生過持續更長的日全食，但本次日全食之後直到2150年6月25日才有持續時間更長的日全食發生。而公元前4000年至公元6000年間的23740次日食中日全食有6326次，但持續超過7分鐘的日全食僅59次，其中最長的2186年7月16日逼近理論極限的日全食共持續7分29秒。
- 類型：日全食
- 食甚中心處（位於尼日尔阿加德茲大區蒂羅澤里納省西北部）資料：
  - 時間：1973年6月30日11:37:56.8
  - 地點：18°49.9′N 5°37.9′E / 18.8317°N 5.6317°E
  - 食分：1.0329（全食帶內最大）
  - 日全食持續時間：7分3.6秒

## 觀測
地球繞太阳、月球繞地球公转及月球交點的移動均有規律，只要數據足夠準確，就能夠精確計算出過去及將來的日食，也能為日食觀測提前做準備。日全食發生時，在月球本影區域內，月球完全遮蔽了太阳的光球部分，在短暫的時間內出現類似黑夜的景象。比光球暗得多、平時無法看見的色球、日冕和日珥都在此時出現，在日冕儀發明之前，這是研究太陽大氣的唯一機會，因此日全食觀測以此為重點。而在本影以外數千公里的半影區域內，月球只遮擋了部分陽光，發生日偏食，並未形成類似黑夜的景象，能看到的只是太阳形狀有所殘缺，色球、日冕和日珥等光球以外的部分仍然無法看到。
本次日食中，月球本影穿越了非洲大陸中部撒哈拉沙漠地區。為延長持續觀測日全食的時間，一群來自美國洛斯阿拉莫斯國家實驗室的科學家，分乘兩架飛機沿月球本影飛行觀測。
這兩架飛機中有一架是協和式超音速客機的第一架原型機，由法国试飞员昂德雷·蒂爾卡特駕駛，載有美国、英国、法国科學家。機上安裝了研究日冕的專用儀器，皮埃爾·萊納、瑟爾熱·庫特什米（Serge Koutchmy）等人攜帶了測量儀器及拍攝月影移動的相機。該機從加那利群岛的拉斯帕尔马斯起飛，向南穿過西撒哈拉，在10:53:30於毛里塔尼亚阿德拉爾省境內進入月球本影，開始看到全食，然後沿著月影移動方向向東飛行，穿過毛里塔尼亚、马里、尼日尔三國，在12:07:24於尼日尔迪法大區與乍得交界處附近離開月球本影，全食結束，隨後飛機轉向南飛，45分鐘後降落於乍得恩賈梅納，那時當地的偏食仍在進行，直到13:34結束。該機在空中以2.03马赫（超過2,200每小時（1,400英里每小時））的速度在17,000（56,000英尺）高空飛行，使全食持續的時間達到了在地面固定地點觀測的10倍多。而本次日全食在地面最長持續7分3.6秒，本就屬於日全食中持續時間極長的，最終科學家觀測日全食的持續時間超過了74分鐘，創下人類歷史上單次日全食觀測時間最長的紀錄。此次飛行的精度要求極高，如果該機比預定時間早到6分鐘，則等待月球本影將花費42分鐘，當飛機不得不進入準備降落狀態時，全食觀測僅剩下32分鐘；而如果該機比預定時間遲到6分鐘，則本影恰好已經過去，將完全錯過全食。為了給可能的不穩定氣流留出餘地，飛行員蒂爾卡特最終決定提前20秒起飛，若有必要則用空中減速的方法延遲到達時間。最終，該機進入月球本影的時間與預定時間僅差1秒。歷史上下一次用协和飞机觀測日全食是在1999年8月11日。
兩架飛機中的另一架是波音NC-135飛機，該機在1966年11月12日就曾載科學家於巴西海岸觀測日全食。1973年此次日食中，該機共有13分鐘被月球本影覆盖。
另外，美國南加州聖安東尼奧山學院的一架包機也於空中觀賞了這次日食。該架DC-8客機當日共接載了150名乘客，於非洲東岸進入本影區，持續了3分鐘。乘客每20秒轉動椅子，於35,000英尺（11,000）高空輪流觀賞及拍攝日全食。

## 相關的日食

### 1971-1974年的日食
月球交替位於相對的月球交點時，以半個交點年（食年），即約177天又4小時間隔出現下列日食。
註：1971年2月25日和1971年8月20日的日偏食屬於上一組交點年系列。
| 降交點   | 降交點                   |          | 升交點                    | 升交點 |
| 沙羅週期 | 地圖                     | 沙羅週期 | 地圖                      |        |
| 116      | 1971年7月22日 偏食（北） | 121      | 1972年1月16日 環食        |        |
| 126      | 1972年7月10日 全食       | 131      | 1973年1月4日 環食         |        |
| 136      | 1973年6月30日 全食       | 141      | 1973年12月24日 環食       |        |
| 146      | 1974年6月20日 全食       | 151      | 1974年12月13日 偏食（北） |        |

### 沙羅週期
沙羅週期長度為18年11天。本次日食屬於沙羅週期136，共包含71次日食，依次為1360年6月14日至1486年8月29日的8次日偏食、1504年9月8日至1594年11月12日的6次日環食、1612年11月22日至1703年1月17日的6次全環食（亦稱混合食）、1721年1月27日至2496年5月13日的44次日全食、2514年5月25日至2622年7月30日的7次日偏食，總共歷時1262.11年。其中最長的全食發生於1955年6月20日，共持續了7分8秒。
下表列舉了1865年至2100年間發生的屬於該週期的日食，是第29至42次：
| 28            | 29            | 30            |
| ------------- | ------------- | ------------- |
|               | 1865年4月25日 | 1883年5月6日  |
| 31            | 32            | 33            |
| 1901年5月18日 | 1919年5月29日 | 1937年6月8日  |
| 34            | 35            | 36            |
| 1955年6月20日 | 1973年6月30日 | 1991年7月11日 |
| 37            | 38            | 39            |
| 2009年7月22日 | 2027年8月2日  | 2045年8月12日 |
| 40            | 41            | 42            |
| 2063年8月24日 | 2081年9月3日  | 2099年9月14日 |

## 外部連結
- NASA日食專頁（页面存档备份，存于）（英文）
- 可見區域圖和時間統計：由弗雷德·埃斯佩纳克做出的日食預報，NASA/GSFC
  - Google互動地圖呈現的日食範圍
  - 貝塞爾元素
- Google地圖顯示的日全食和日偏食範圍（页面存档备份，存于）（法文）（英文）
- 1954-2008年歷次日全食的日冕（页面存档备份，存于）（法文）（英文）

| \| \| 日食 \|                            |                              |                                            |
| 上一次日食： 1973年1月4日日食 （日環食） | 1973年6月30日日食 （日全食） | 下一次日食： 1973年12月24日日食 （日環食） |
| 上一次日全食： 1972年7月10日日食         | 1973年6月30日日食 （日全食） | 下一次日全食： 1974年6月20日日食           |
|                                          | 日食                         |                                            |